# Vittorio Adorni
Vittorio Adorni (ur. 14 listopada 1937 w San Lazzaro di Parma, zm. 24 grudnia 2022 w Parmie) – włoski kolarz szosowy, dwukrotny medalista mistrzostw świata oraz zwycięzca Giro d’Italia.

## Kariera
Największy sukces w karierze Vittorio Adorni osiągnął w 1968 roku, kiedy zdobył złoty medal w wyścigu ze startu wspólnego podczas mistrzostw świata w Imoli. W zawodach tych wyprzedził bezpośrednio Belga Hermana Van Springela oraz swego rodaka Michele Dancellego. W tej samej konkurencji był też drugi podczas rozgrywanych cztery lata wcześniej mistrzostw świata w Sallanches. Przegrał tam tylko z Holendrem Janem Janssenem, a trzecie miejsce zajął Francuz Raymond Poulidor. Ponadto wygrał między innymi Giro di Sardegna w 1964 roku, Tour de Romandie w latach 1965 i 1967, wyścig Dookoła Belgii i Grand Prix de Lugano w 1966 roku, Coppa Bernocchi w 1967 roku, a w 1969 roku był najlepszy w Tour de Suisse. Wielokrotnie startował w Giro d’Italia, wygrywając łącznie jedenaście etapów. W klasyfikacji generalnej najlepszy wynik osiągnął w 1965 roku, kiedy wygrał wyścig. Był też drugi w latach 1963 i 1968 oraz czwarty w latach 1964 i 1967. W 1968 roku był piąty w Vuelta a España, a cztery lata wcześniej był dziesiąty w Tour de France. Nigdy nie wystąpił na igrzyskach olimpijskich. W 1970 roku zakończył karierę.

## Najważniejsze zwycięstwa
- 1964 – wicemistrzostwo świata ze startu wspólnego
- 1965 – Giro d’Italia, Tour de Romandie
- 1966 – Tour of Belgium
- 1967 – Tour de Romandie
- 1968 – mistrzostwo świata ze startu wspólnego
- 1969 – Tour de Suisse